# ویلیام اس. دیتریچ دوم
ویلیام اس. دیتریچ دوم (۱۳ می ۱۹۳۸–۶ اکتبر ۲۰۱۱) به سبب تحصیل و توسعهٔ شرکت صنایع دیتریچ، یک تولیدکنندهٔ اسکلت فولادی که بعدها به شرکت صنایع ویرثینگتون فروخته شد، به عنوان یک صنعتگر موفق شناخته می‌شود. او در اواخر عمر خود، دو مورد از بزرگ‌ترین کمک‌های خیریه در تاریخ آموزش عالی را به دانشگاه پیتسبرگ و دانشگاه کارنگی ملون انجام داده است.